# جيليان بورتر
جيليان بورتر (بالإنجليزية: Gillian Porter)‏ هي مذيعة أخبار بريطانية، ولدت في 13 أبريل 1965.